# San Gioacchino ai Prati di Castello
De San Giocacchino ai Prati Castello (Sint-Joachim in de velden van Castello) is een in de rione Prati (Municipio XVII) aan de Piazza dei Quiriti gelegen kerk in Rome, gewijd aan de heilige Joachim, volgens de overlevering de vader van Maria.

## Geschiedenis
De kerk werd gebouwd door paus Leo XIII ter opluistering van zijn vijftigste priesterjubileum. De eerste steen werd gelegd in 1887, maar met de feitelijke bouw van de kerk werd pas in 1891 begonnen. In 1891 werd de kerk opengesteld voor publiek, alhoewel de kerk pas gewijd werd in 1898 en de werkzaamheden aan het gebouw nog zouden voortduren tot 1911. De kerk werd gewijd aan Joachim omdat dit de doopnaam van paus Leo XIII (Gioacchino Pecci) was.

## Bouw en kunstwerken
Opvallend aan de kerk is de koepel, en de veertien kapellen die gewijd zijn aan veertien kerkprovincies die bijdroegen aan de kosten van de bouw van de kerk. Eén daarvan is de Hollandse Kapel, waar een afbeelding te zien is van Bonifatius, die het pallium ontvangt van Paus Stefanus. Hier ook worden de Martelaren van Gorcum en de H. Liduina van Schiedam vereerd. Een andere is de Belgische kapel (linkerzijde) die beschilderd is met voorstellingen uit het leven van Jozef van Nazareth door Silva Galimberti. Andere schilderingen zijn van de Belgische heiligen. Aan de linkerzijde de Heilige Juliana van Luik en boven het altaar zijn de Heilige Goedele en de Heilige Hubertus te zien. Aan de rechterkant staat een beeld van Sint Jozef van de hand van Michele Triposciano. De Spaanse kapel is de grootste en werd versierd in 1908 door Carlo Busiri Vici. 
Bij de hoofdingang zijn twee zuilen te zien, die werden geschonken door tsaar Alexander III van Rusland. De kerk wordt sinds 1905 bediend door de Congregatie van de Allerheiligste Verlosser. Die bouwden naast de kerk een klooster en een bioscoop waar verantwoorde films werden gedraaid ten behoeve van de Romeinse jeugd.

## Titelkerk
De kerk is sinds 1960 een titelkerk. Houders van de titel San Gioacchino waren:
- Bernardus Alfrink (1960–1987)
- Michele Giordano (1988–2010)
- Leopoldo Brenes Solórzano (2014-heden)

## Externe link

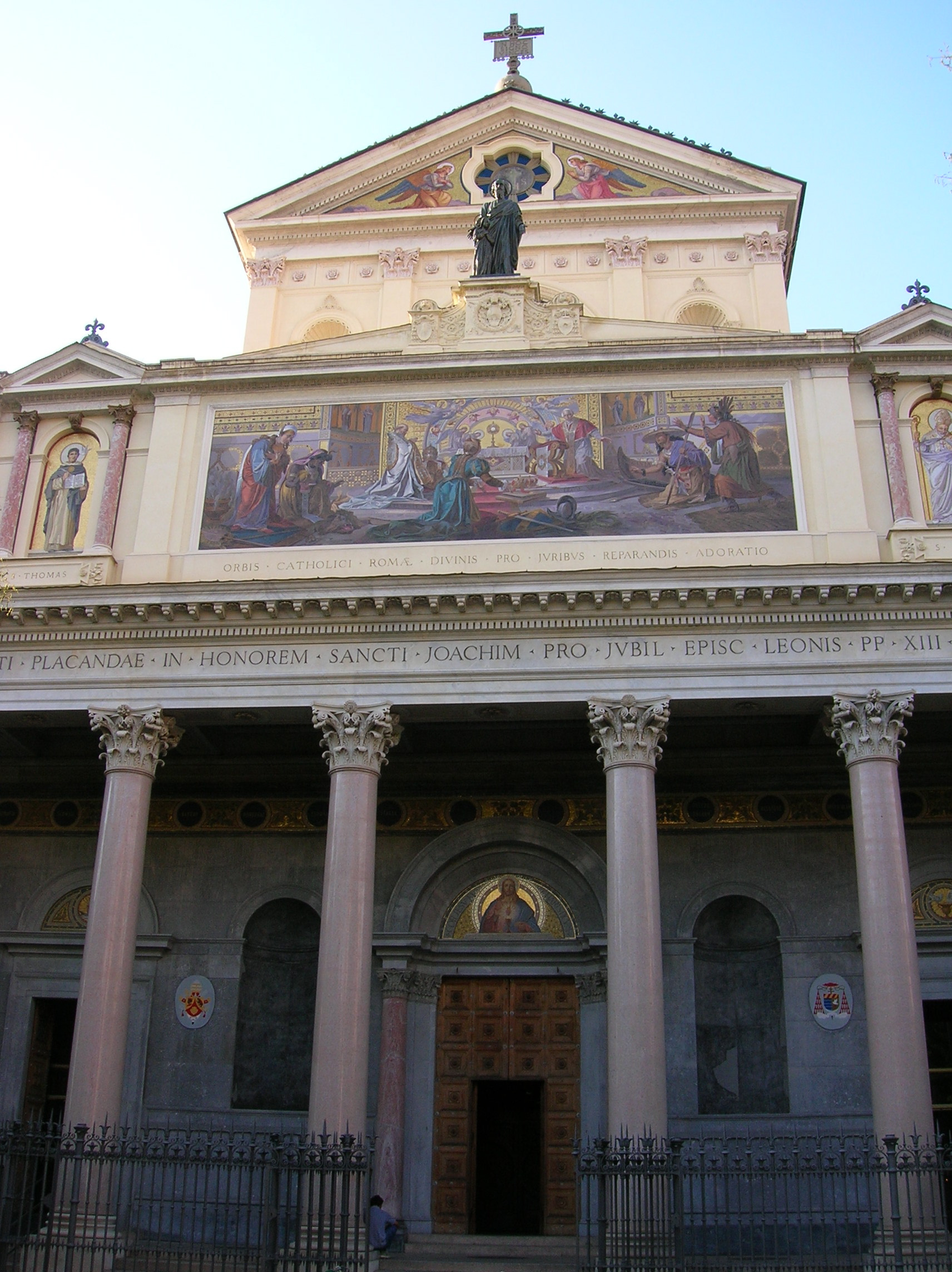
Gevel
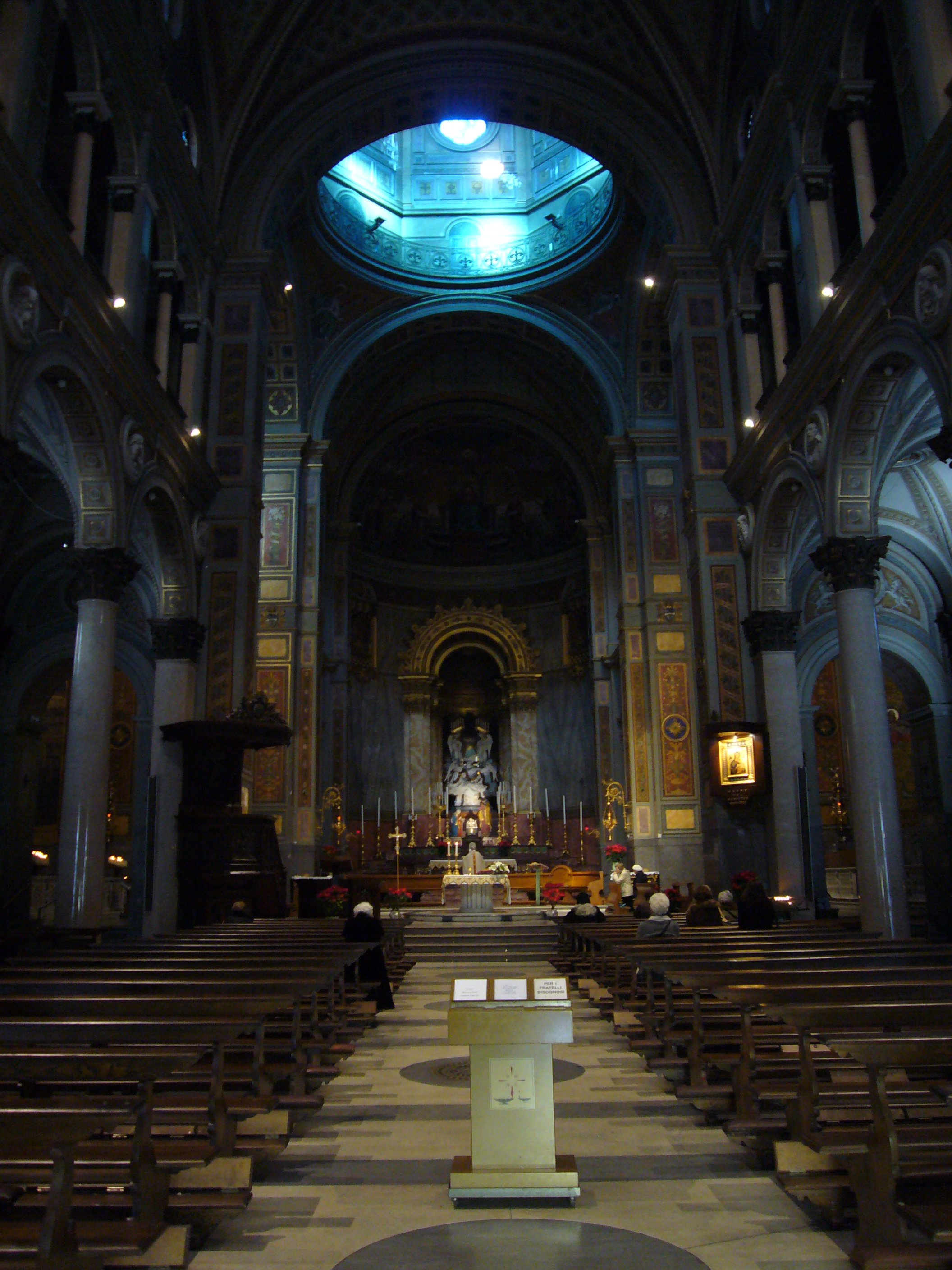
Interieur (Belgisch kapel achter spreekstoel)
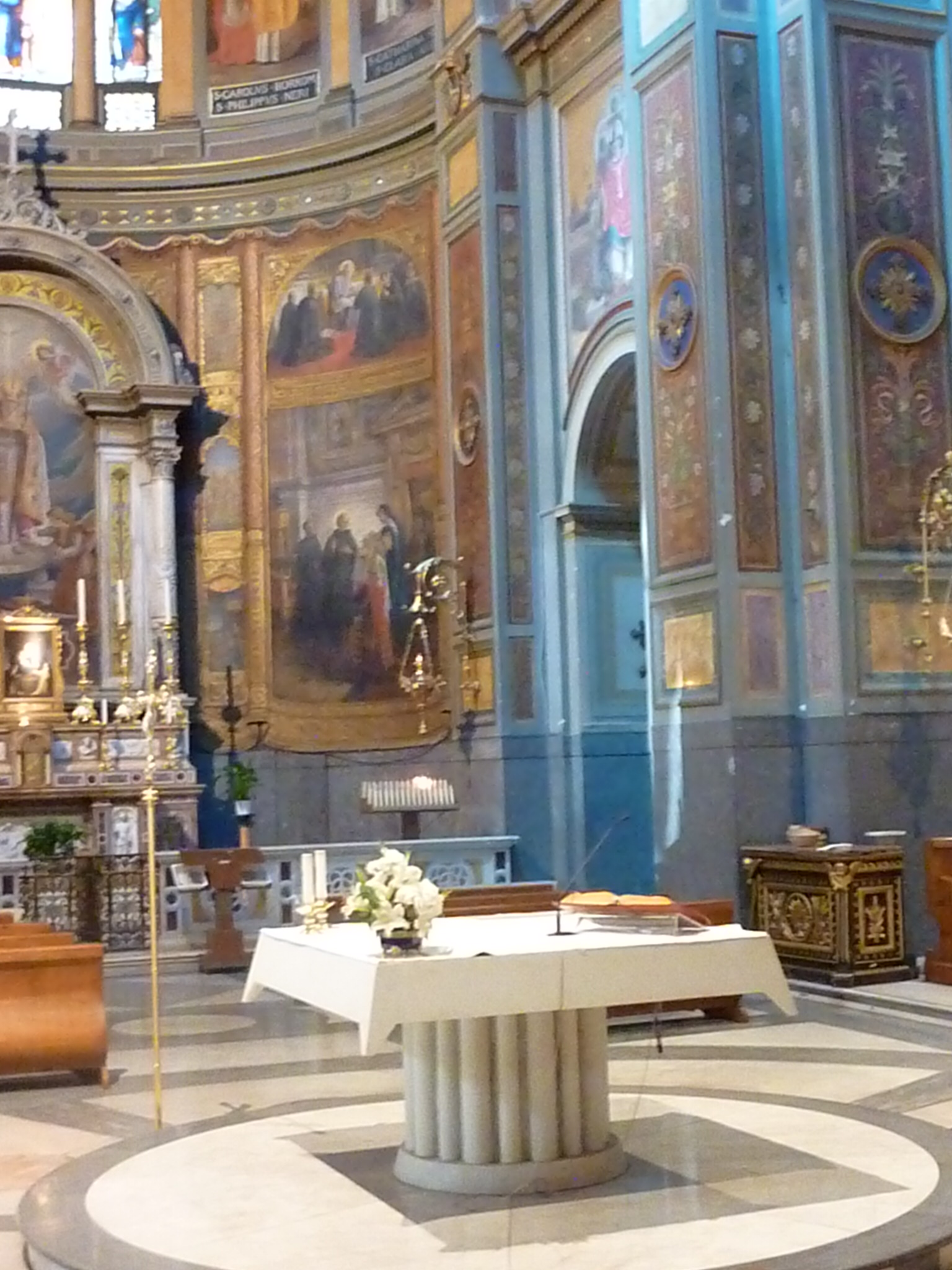
Altaar